# فيليب باس (سياسي)
فيليب باس هو مسؤول وسياسي فرنسي، ولد في 20 يوليو 1958 في باريس في فرنسا. نشط حزبياً في الاتحاد من أجل حركة شعبية والجمهوريون.

## مناصب
- انتخب  لترشحه ضمن قائمة Saint-Pois [الإنجليزية]‏، خلال فترته النيابية ‏ (28 مارس 2014 – ).
- انتخب  خلال فترته النيابية ‏.
- انتخب رئيس المجلس الإداري ‏ Departmental Council of Manche [الإنجليزية]‏ (2 أبريل 2015 – 9 أكتوبر 2017).
- انتخب first deputy mayor ‏ Saint-Pois [الإنجليزية]‏.
- انتخب وزير (26 مارس 2007 – 18 مايو 2007).
- في ، انتخب member of the departmental council of Manche ‏ عن دائرة Canton of Villedieu-les-Poêles-Rouffigny [الإنجليزية]‏ وقد انضم خلال فترته النيابية ‏ (2 أبريل 2015 – ) للكتلة البرلمانية .
- في 2008 French cantonal elections [الإنجليزية]‏، انتخب Conseiller général de la Manche ‏ عن دائرة canton of Saint-Pois  [لغات أخرى]‏ (2008 – 2015).
- انتخب General secretary of the Presidency of the Republic  [لغات أخرى]‏ (8 مايو 2002 – 2 يونيو 2005).
- في ، انتخب عضو مجلس الشيوخ الفرنسي ‏ عن دائرة المانش وقد انضم خلال فترته النيابية (25 سبتمبر 2011 – ) للكتلة البرلمانية .

## وصلات خارجية
- الموقع الرسمي